# Hamburg (Nova York)
Hamburg és una població dels Estats Units a l'estat de Nova York. Segons el cens del 2000 tenia 10.116 habitants.

## Demografia
Segons el cens del 2000, Hamburg tenia 10.116 habitants, 4.010 habitatges, i 2.694 famílies. La densitat de població era de 1.556,1 habitants/km².
Dels 4.010 habitatges en un 33,5% hi vivien nens de menys de 18 anys, en un 55,4% hi vivien parelles casades, en un 9,1% dones solteres, i en un 32,8% no eren unitats familiars. En el 28,7% dels habitatges hi vivien persones soles el 15,3% de les quals corresponia a persones de 65 anys o més que vivien soles. El nombre mitjà de persones vivint en cada habitatge era de 2,5 i el nombre mitjà de persones que vivien en cada família era de 3,12.
Per edats la població es repartia de la següent manera: un 26,4% tenia menys de 18 anys, un 6% entre 18 i 24, un 27,2% entre 25 i 44, un 23,9% de 45 a 60 i un 16,4% 65 anys o més.
L'edat mediana era de 38 anys. Per cada 100 dones de 18 o més anys hi havia 81,1 homes.
La renda mediana per habitatge era de 51.239 $ i la renda mediana per família de 63.180 $. Els homes tenien una renda mediana de 43.395 $ mentre que les dones 31.731 $. La renda per capita de la població era de 23.371 $. Entorn del 2,8% de les famílies i el 3% de la població estaven per davall del llindar de pobresa.